# Židovský hřbitov v Kamenné
Židovský hřbitov leží severně od vsi Kamenná na jižním okraji lesa 200 m od modře turisticky značené polní cesty odbočující z ohybu silnice vedoucí na Třebsko. Nachází se tak napůl cesty mezi Kamennou a Zavržicemi, podle nichž se hřbitov někdy také nazýván a na jejichž katastru také leží. Je chráněn jako kulturní památka České republiky.

## Popis a historie
Pohřebiště bylo založeno nejspíše ve 2. polovině 17. století, s nejstaršími náhrobky od roku 1760. V areálu obklopeném kamennou ohradní zdí se nachází asi dvě stovky náhrobků, z nichž mnohé musely být během rekonstrukce probíhající od 90. let 20. století znovu vztyčeny. Pohřbívalo se zde do 30. let 20. století.